# Pinang (delstat)

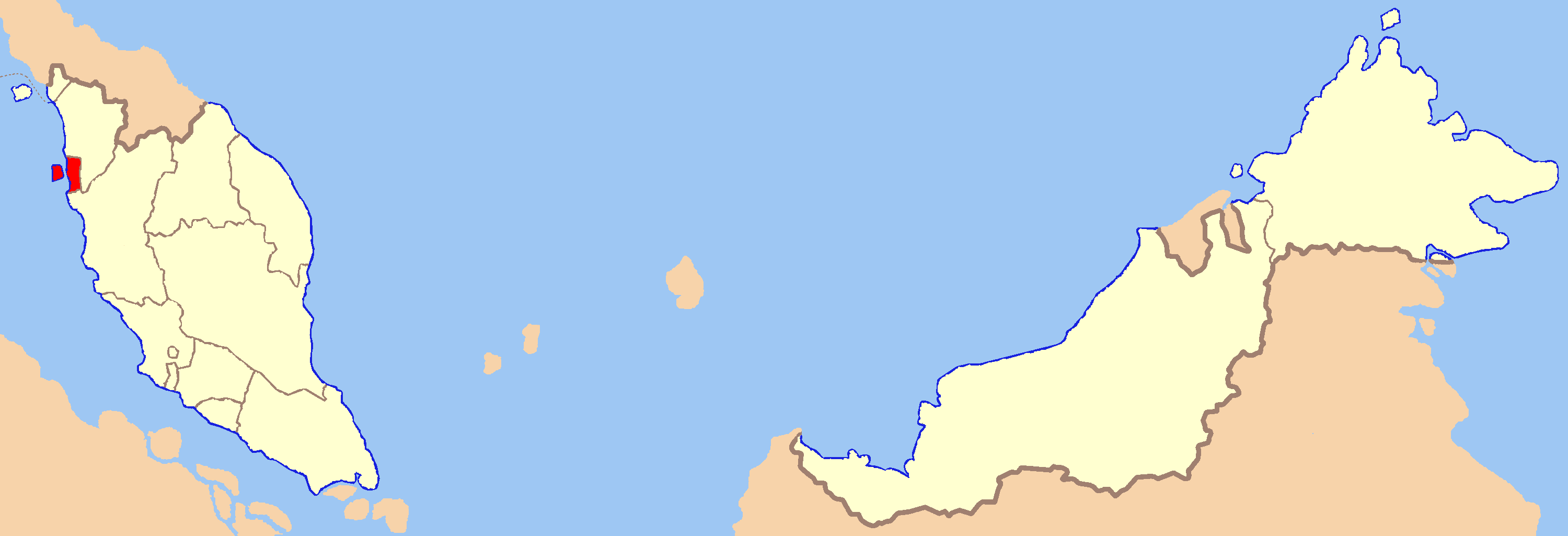
Delstatens läge i Malaysia.

Pinangs flagga

Pinang (eller Penang, formellt Pulau Pinang) är en delstat i västra Malaysia. Den består av ön Pinang samt, på Malackahalvön, kustregionen Seberang Perai. Därutöver finns det några mindre öar. Befolkningen uppgick till 1 546 800 invånare år 2008, på en yta av 1 048 kvadratkilometer. Det gör den till landets näst minsta delstat till ytan, och den mest tätbefolkade. Den administrativa huvudorten är George Town på ön Pinang, och andra stora städer är Bukit Mertajam, Sungai Ara, Butterworth, Gelugor och Ayer Itam. 

## Administrativ indelning
Delstaten är indelad i fem distrikt:
- Barat Daya
- Seberang Perai Selatan
- Seberang Perai Tengah
- Seberang Perai Utara
- Timur Laut